# Минойские фрески из Телль-эль-Даба

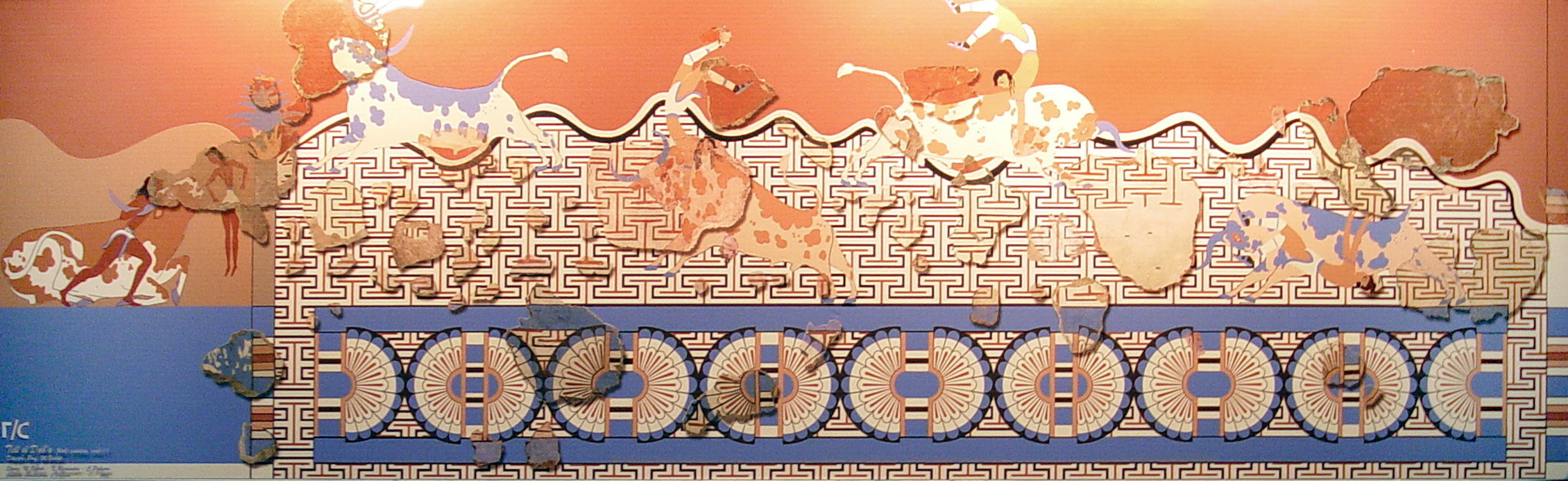
Реконструированная минойская фреска из Телль-эль-Даба, сейчас находится в Археологическом музее Ираклиона, Крит

Минойские настенные росписи в Телль-эль-Даба — археологический памятник на месте бывшего египетского города Аварис, столицы династии гиксосов, использовавшегося также некоторое время после их падения. Представляют особый интерес для египтологов и археологов. Их стиль, сюжет и технология характерны для минойской цивилизации острова Крит, однако трудно судить об этнической принадлежности художников.
На фресках изображены прыжки через быка, схватки быков, грифоны и охота.
Фрески были обнаружены группой археологов во главе с Манфредом Битаком в районе дворцов периода Тутмосидов в Телль-эль-Даба. Фрески датируются XVIII династией Египта, и скорее всего, относятся ко времени правления либо царицы Хатшепсут (правила в 1479—1458 гг. до н. э.), или Тутмоса III (правил в 1479—1425 гг. до н. э.), хотя ранее их относили к концу Второго переходного периода.
Фрески указывают на участие Египта в международных отношениях и культурных обменах со странами Восточного Средиземноморья через браки или путём обмена подарками.

## Дворцовый квартал периода Тутмосидов
Дворцовый район периода Тутмосидов занимает часть той же территории, что и дворцовый район периода гиксосов, однако дворец Тутмосидов имеет другую ориентацию. Наиболее заметными элементами являются две дворцовые постройки: (F) меньшего размера и (G) большего размера. В здании F, датируемом фараоном Тутмосом III, было обнаружено много керамических изделий. Это очень помогло археологам датировать дворцовые кварталы и росписи. Кроме того, две трети фрагментов росписи были обнаружены вокруг дворцовой постройки F, в то время как ряд фрагментов был найден у основания рампы дворцовой постройки G.

## Картины
Фрески были найдены на территории дворца Тутмосидов в Телль-эль-Даба в виде тысяч фрагментов на известковой штукатурке. Картины были частично реконструированы, и в результате на них обнаружены сцены прыжков через быка и схваток с быками, некоторые на фоне лабиринта, а также животные семейства кошачьих, преследующие копытных. Представлены также сцены охоты, фигуры в натуральную величину, мужчины с посохами, женщина с белой кожей в юбке, а также грифоны.
Картины могут относиться к ранней фазе в развитии архитектуры дворцов. Одна группа картин была найдена обвалившейся со стены дверного проема, а другая группа фрагментов была найдена на свалках у северо-восточного дворца. Предположительно, они были нанесены на стены в начале правления Тутмоса III и удалены в более поздний период Тутмосидов. Среди них есть длинный фриз, изображающий прыжки через быка и схватки быков на фоне лабиринта.
Особенно важны эмблемы минойского дворца, такие как фриз с половинной розеткой и наличие больших грифонов того же размера, что и в тронном зале в Кноссе на Крите, а техника росписи — типично эгейская. Картины выполнялись так: сначала наносилось базовое покрытие из двух или трёх слоев известковой штукатурки, затем его поверхность полировалась каменной теркой, а затем на ней выполнялись картины с сочетанием методов фрески и лепнины. Стиль живописи — очень реалистичный, с высокой детальностью изображений, и его можно сравнить с некоторыми из лучших картин Крита.

### Датировка
Первоначально считалось, что картины относились к позднему периоду правления гиксосов в Аварисе или раннему периоду 18-й династии. Манфред Битак первоначально датировал картины периодом гиксосов в своей книге «Аварис: столица гиксосов». Однако по мере продолжения раскопок были обнаружены свидетельства того, что картины относились к раннему правлению Тутмоса III во времена 18-й династии. При раскопках одного из дворцов XVIII века было выявлено много скарабеев с именами фараонов начала XVIII династии. Однако, поскольку некоторые фрагменты картин были обнаружены в местах, более древних, чем дворец, Битак считает, что было логично предположить, что картины также были более древнего происхождения, до 18-й династии. Однако это объяснение проблематично, поскольку дворцовая структура врезалась в стену ограды периода гиксосов. Благодаря этим свидетельствам, обнаружению большего количества фресок на участке раскопок, принадлежавшему 18-й династии, и оценке керамики, относящейся к 18-й династии, Битак изменил свое мнение и датировал комплекс периодом Тутмосидов.

### «Минойскость» изображений

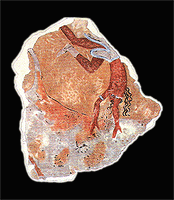
Фрагмент быка из Телль-эль-Даба

Спорным является вопрос об этнической принадлежности художников. Некоторые, в том числе Битак, утверждают, что картины были написаны минойскими художниками, в то время как другие, такие как Клайн, утверждают, что это невозможно доказать и что, возможно, художники просто имели глубокие познания в эгейском искусстве. Клайн сомневается в изменении датировки Битаком и в его аргументе о том, что художники были минойцами. Клайн утверждает, что «фрески Даба могут быть просто признаком того, что гиксосские художники также переняли аспекты других культур», и поэтому считает, что художники не были минойцами. Однако, по словам Битака, используемые техники, стиль и мотивы не оставляют сомнений в том, что художники были минойцами. Техника использования известковой штукатурки в два слоя с хорошо отполированной поверхностью, фрески в сочетании с лепниной — всё это техники, которые не являются египетскими, но впервые встречаются в минойской живописи. Кроме того, цвета, использованные художниками, чисто минойские. Например, использование синего цвета вместо серого является минойской традицией — данная традиция использования цвета появилась в Египте позже, причем под влиянием традиций Эгейского региона. Помимо данного свидетельства, что примечательно, египетские иероглифы и эмблемы не были обнаружены ни на одном из фрагментов. Композиция картин, включающая горные пейзажи и мотивы, также идеально вписывалась в картины Эгейского мира. Таким образом, доказательства, видимо, неопровержимо указывают на то, что в Аварисе работали минойские художники.

### Важность
Вопрос о том, почему эти картины появились во дворцах Тутмосидов, является проблемой для археологов и египтологов.
Согласно Битаку, использование определённых минойских мотивов во дворце в Телль-эль-Даба указывает на то, что «очевидно, произошла встреча на высшем уровне между дворами Кносса и Египта». Манфред Битак предлагает гипотезу. Он указывает на присутствие минойских царских эмблем, полноразмерных грифонов и крупное изображение женщины в юбке, что может указывать на политический брак между Тутмосом III и минойской принцессой.
Картины уникальны. Они единственные в своем роде, и их можно сравнить с произведениями искусства из Кносса. Нанно Маринатос доказала, что мотив розеток, который является характерной чертой фресок с борьбой быков, воспроизводит кносские розетки и что это явный минойский символ.
Что касается Египта, картины показывают, что в данную эпоху существовало широкое культурное взаимодействие между Египтом и восточным Средиземноморьем. Они также указывают на Телль-эль-Даба как на место, где происходили эти культурные обмены, а это означает, что город был невероятно важен для Египта.
Маринатос дополнительно утверждала, что картины Телль-эль-Даба являются свидетельством «койне», визуального языка общих символов, который свидетельствует о взаимодействии между правителями соседних держав. Брак минойской принцессы с египетским фараоном мог быть одним из возможных сценариев, хотя допускаются и другие. Минойская кносская власть была вовлечена в египетские дела, возможно, потому, что Крит мог предложить фараону сильные военно-морские силы.